# Falalop
Falalop ist eine der größten Inseln des mikronesischen Bundesstaats Yap. Sie liegt östlich des Ulithi-Atolls. Die beiden Dörfer auf der Insel sind Wiliileg im Süden mit 310 Einwohnern, und Paeliyaw im Norden mit 167 Einwohnern (Stand Zensus 2010).

## Geographie
Die knapp einen Quadratkilometer große Insel Falalop wird häufig – fälschlicherweise – als Teil des Ulithi-Atolls bezeichnet, liegt allerdings deutlich außerhalb des östlichen Riffkranzes. Falalop ist von Asor, der nordöstlichsten Insel im Ulithi-Atolls, durch einen tiefen und 400 Meter breiten Kanal (Dochirichi Channel) getrennt.
Der höchste Punkt der Insel erreicht 6,7 Meter.
Falalop ist indes mit 481 bzw. 477 Einwohnern (1987/2010) die bevölkerungsreichste Insel der yapesischen Gemeinde Ulithi.

## Geschichte
Im Zweiten Weltkrieg wurde von den Japanern eine Radio- und Wetterstation auf Falalop angelegt. Nach der Eroberung durch die US-Amerikaner 1944 entstand auf der Insel eine Landebahn für Flugzeuge.
Falalop ist heute touristisch erschlossen und gilt als gutes Tauchgebiet, insbesondere nachdem Ölrückstände und Munition der hier gesunkenen Kriegsschiffe beseitigt wurden.

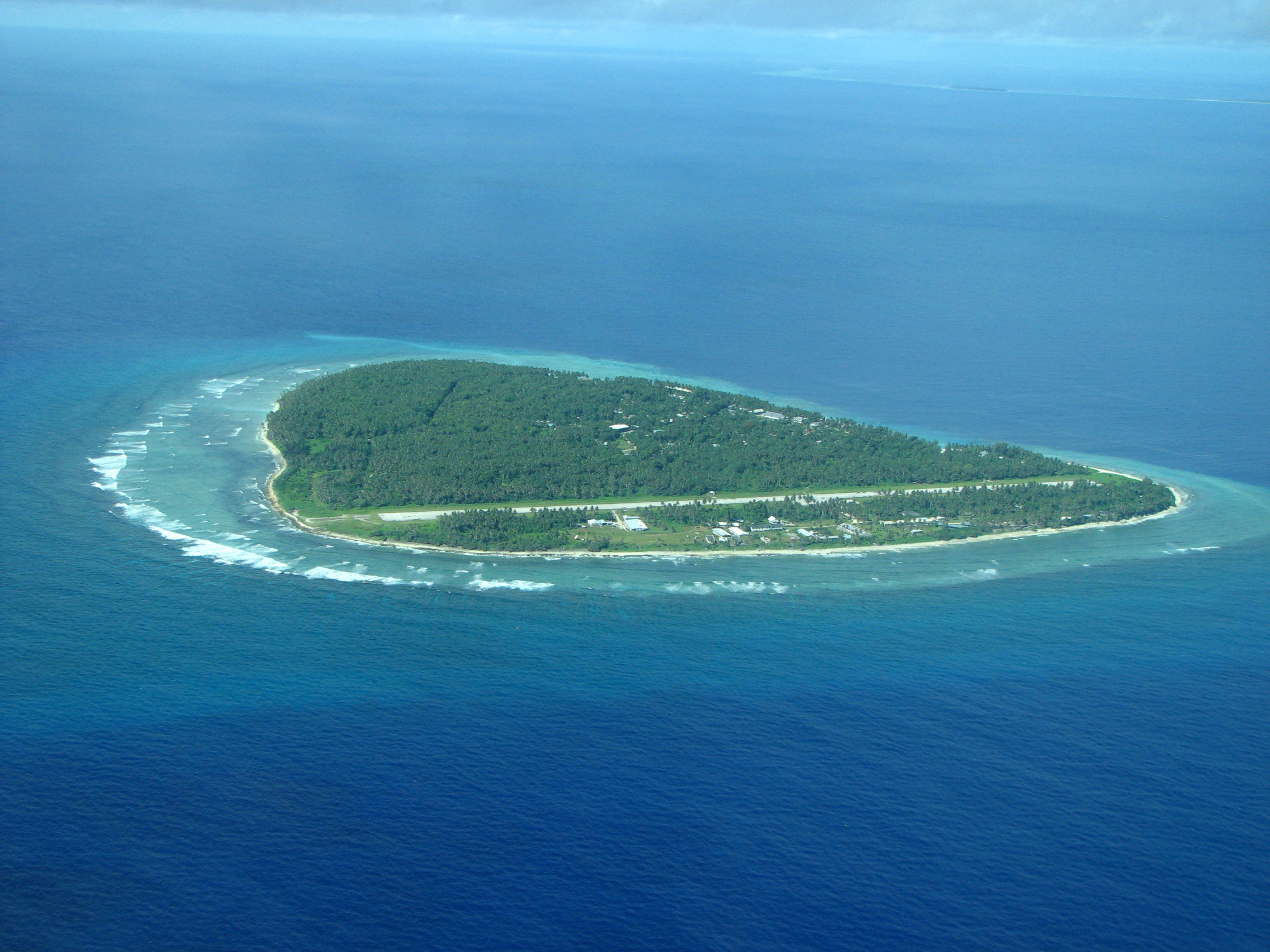
Falalop von Norden, mit Ulithi Airport

## Infrastruktur
Die Insel verfügt über den Flugplatz Ulithi sowie die Outer Islands High School.